# Sosnovka (Oblast' di Tambov)
Sosnovka è una cittadina della Russia europea centrale, situata nella oblast' di Tambov; appartiene amministrativamente al rajon Sosnovskij, del quale è il capoluogo.